# Джабла (футбольный клуб)
«Джабла» — сирийский футбольный клуб из одноимённого города. Основан в 1958 году. Выступает в чемпионате Сирии. Домашней ареной клуба является стадион «Аль-Баас», вмещающий 10 тысяч человек. Клубные цвета: белый и синий.

## История
Клуб был основан в 1958 году. Команда трижды подряд становилась чемпионом Сирии в период с 1987 по 1989 годы. В последний раз «Джабла» побеждала в турнире в сезоне 1999/00. Ближе всего к своему пятому титулу клуб был во время гражданской войны, когда в сезоне 2023/24 занял второе место, уступив чемпионский титул «Аль-Фотуве».
Команда дважды завоёвывала Кубок Сирии — в 1999 и 2021 годах, а также пять раз выходила в финал.
На международной арене «Джабла» дебютировала в 1988 году в Арабской лиге чемпионов, а в 2000 году сыграла в рамках Арабского кубка обладателей кубков. В сезоне 2001/02 клуб представлял Сирию на в Азиатском кубке чемпионов. Последнее международное выступление «Джаблы» состоялось в 2022 году, когда она сыграла на групповом этапе Кубка АФК.
На Кубок Азии 2023 года в состав сборной Сирии был вызван игрок «Джаблы» Ахмад Мадания.

## Достижения
Чемпионат Сирии по футболу:
- Первое место: 1987, 1988, 1989, 2000
- Второе место: 1984, 1986, 1991, 1992, 1994, 2024
- Третье место: 1985, 1995, 2023

Кубок Сирии по футболу:
- Первое место: 1999, 2021
- Второе место: 1994, 1996, 1997, 2000, 2002

## Международные выступления
| Сезон   | Турнир                    | Этап           | Соперник           | Дома | Гости | Общий   |
| ------- | ------------------------- | -------------- | ------------------ | ---- | ----- | ------- |
| 2001/02 | Азиатский кубок чемпионов | первый раунд   | Аль-Кувейт         | 0-0  | 0-2   | 0-2     |
| 2022    | Кубок АФК                 | групповой этап | Аль-Сиб            | 0-1  | 0-1   | 3 место |
| 2022    | Кубок АФК                 | групповой этап | Аль-Ансар (Бейрут) | 1-0  | 1-0   | 3 место |
| 2022    | Кубок АФК                 | групповой этап | Аль-Кувейт         | 0-0  | 0-0   | 3 место |